# Hauynita
A hauynita é um mineral, um tectossilicato com sulfato e cloreto cuja fórmula é: (Na,Ca)4-8Al6Si6(O,S)24(SO4,Cl)1-2. É um feldspatóide e faz parte do grupo da sodalita. Cristaliza no sistema isométrico, formando maclas tipicamente translúcidas e vítreas com cor bem variável (azul, branco, cinza, amarelo, verde, rosa). Apresenta uma dureza na Escala de Mohs de 5 a 6 e um peso específico de 2.4 a 2.5.
O pesquisador brasileiro Evaristo Scorza encontrou, nas ilhas Trindade e Martim Vaz, algumas amostras de hauynita, apenas encontrado em tempos antigos na China e na Eslováquia.
A hauynita foi descrita pela primeira vez em 1807 a partir de amostras do monte Somma no vulcão Vesúvio, na Itália. Leva o nome do cristalógrafo francês René Just Haüy (1743-1822). Ocorre em vários lugares ao redor do mundo em rochas ígneas deficientes em sílica.